# التاريخ العسكري لنيوزيلندا خلال الحرب العالمية الأولى

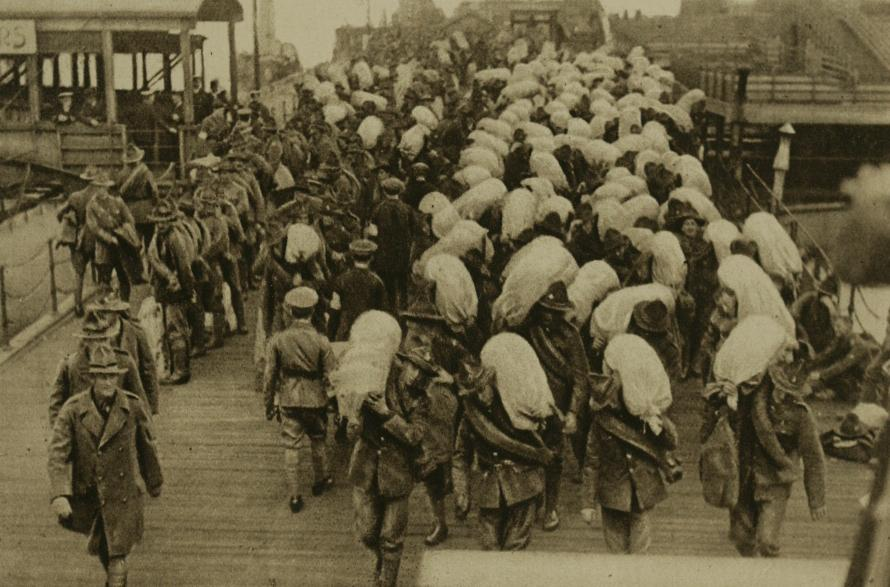
قوات نيوزيلندية تحط في ميناء فرنسي في 1918.

بدأ التاريخ العسكري لنيوزيلندا خلال الحرب العالمية الأولى في أغسطس 1914. عندما أعلنت بريطانيا الحرب على ألمانيا في بداية الحرب العالمية الأولى، انضمت الحكومة النيوزيلندية دون تردد إلى هذه الحرب، على الرغم من بعدها الجغرافي وقلة عدد سكانها. كان يُعتقد في ذلك الوقت أن أي إعلان حرب من المملكة المتحدة تضمن تلقائيًا مساعدة نيوزيلندا؛ وأعلن الحاكم (إيرل ليفربول) من مدرج البرلمان، أن نيوزيلندا كانت في حالة حرب مع ألمانيا في الخامس من أغسطس.
كان العدد الإجمالي للقوات والممرضات النيوزيلنديين الذين خدموا في الخارج، في الفترة ما بين 1914-1918، باستثناء القوات البريطانية وغيرها من القوات المُهيمنة، 100444 شخصًا من سكان يزيد عددهم بقليل عن مليون شخص. خدم 42% من الرجال في سن الخدمة العسكرية، في القوة الاستطلاعية النيوزيلندية، مُحاربين في حملة جاليبولي وفي الجبهة الغربية. قُتل 6,697 من النيوزيلنديين وجُرح 41317 خلال الحرب؛ أي ما يعادل نسبة 58% من الضحايا. توفي حوالي ألف رجل آخر في غضون خمس سنوات من نهاية الحرب، نتيجة للإصابات التي لحقت بهم، وتوفي 507 أثناء التدريب في نيوزيلندا بين عامي 1914 و 1918.
شهدت الحرب العالمية الأولى، خدمة جنود الماوري لأول مرة ومصارعتهم مع الجيش النيوزيلندي (على الرغم من أن عددًا منهم قد قاتل في حرب البوير الثانية، عندما اختار مجندون نيوزيلنديون تجاهل السياسة العسكرية البريطانية، وقت ما نصت على التخلي عن «السكان الأصليين» من الجنود). شاركت وحدة عسكرية في حملة جاليبولي، ثم خدمت لاحقًا بامتياز الجبهة الغربية، على أساس أنها جزء من كتيبة بايونير النيوزيلندية (الماورية). خدم في المجموع ما يقارب 2688 من الماوريين و346 من سكان جزر المحيط الهادئ، بما في ذلك 150 من سكان نيويا، القوات النيوزيلندية.

## اندلاع الحرب
عند اندلاع الحرب، أذنت الحكومة النيوزيلندية ببعث القوة الاستطلاعية النيوزيلندية، للخدمة في الخارج. لقد بدأت بالفعل تعبئة القوات الاستطلاعية النيوزيلندية وتنظيمها، إذ بدأت الاستعدادات في تكتم، قبل أيام قليلة من إعلان الحرب. وسرعان ما انتهى التجنيد، وفي أواخر سبتمبر، كانت القوة الاستطلاعية النيوزيلندية قد أُلفت من لواءين: لواء المشاة النيوزيلندي ولواء البنادق النيوزيلندية.

## ساموا
في اليوم التالي بعد إعلان الحرب، طلبت الحكومة البريطانية من نيوزيلندا، الاستيلاء على محطة لاسلكية في جزيرة اوبولو، وهي جزء من القيصرية الألمانية لساموا الألمانية. معتبرة أنها «خدمة إمبراطورية كبيرة وعاجلة». أبحرت قوة مختلطة من 1413 رجلًا، والمعروفة باسم القوة الاستطلاعية في ساموا، تحت قيادة العقيد روبرت لوغان، بالإضافة إلى ست ممرضات من الكنيسة، من نيوزيلندا، في 15 أغسطس 1914. بعد التوقف في فيجي لجمع بعض الأدلة والمترجمين الفوريين وكذلك سفن مرافقة إضافية، وصل النيوزيلنديون إلى آبيا في 29 أغسطس 1914. رفضت ألمانيا الاستسلام رسميًا للجزر، رغم وجود تواجد عسكري ضئيل للقوات الألمانية، مما جعل احتمال المقاومة والفوز ضئيلًا. أرسل حاكم ساموا الألمانية، الدكتور إريك شولتز، رسالة من محطة إذاعة الجزيرة، بأنه لن يُقدم أي مقاومة. شرع النيوزيلنديون في احتلال آبيا والاستيلاء على المباني والمرافق الرئيسية دون تدخل القوات المحلية. وكانت المعارضة الوحيدة التي واجهتها القوات النيوزيلندية، في محطة الراديو، إذ خُربت معداتهم من قبل العمال الألمان. أعلن لوغان رسميًا خضوع ساموا الألمانية لسيطرة نيوزيلندا في اليوم التالي، في 30 أغسطس 1914، في حفل أقيم في قاعة المحكمة في آبيا. عندما علم نائب الأميرال ماكسيمليان فون شبيه، قائد سرب شرق آسيا في ألمانيا، بالاحتلال، سارع للذهاب لساموا مصطحبًا السفن الحربية المدرعة إس إم إس شارنهورست وإس إم إس جنيسينو. عند الوصول إلى آبيا في 14 سبتمبر 1914، لوحظ اقتراب السفن الألمانية واستعداد النيوزيلنديون للدفاع عن أنفسهم. ومع ذلك، سرعان ما غادر فون سبي وسفنه إلى تاهيتي، دون إطلاق النار بتاتًا. بقيت القوة الاستطلاعية لساموا في ساموا، حتى مارس 1915، وهو الوقت الذي عادت فيه إلى نيوزيلندا، وقد استُكملت هذه العملية بحلول الشهر التالي.

## الشرق الأوسط

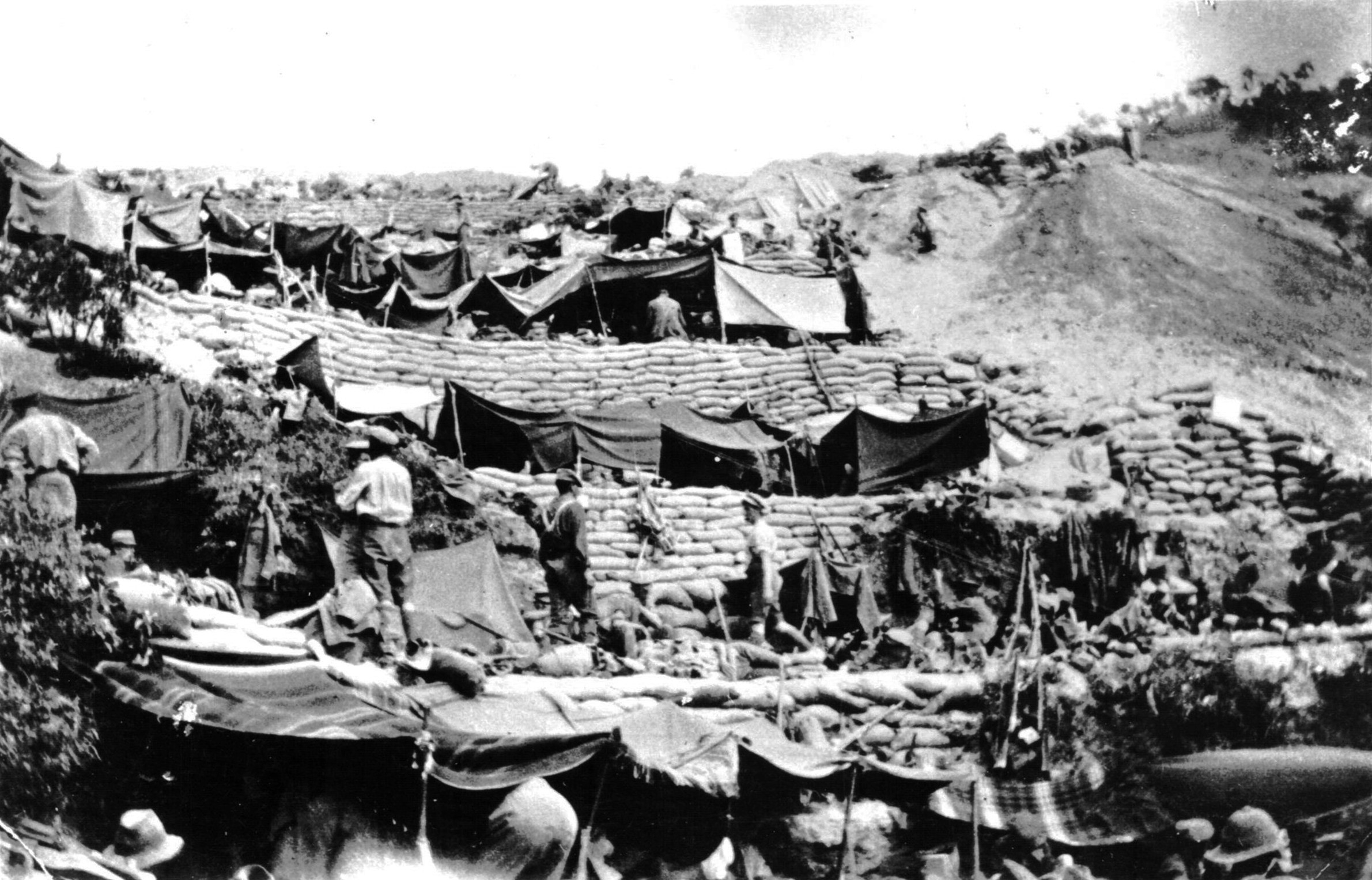
معسكر جنود نيوزيلندا في خليج أنزاك عام 1915.

### التدريب في مصر
في وقت مبكر من شهر أكتوبر عام 1914، أبحرت الهيئة الرئيسية للقوة الاستطلاعية النيوزيلندية من ولنغتون. تحولت من وجهتها الأصلية لأوروبا، واتجهت إلى مصر، مع عناصر من القوة الإمبراطورية الأسترالية. شُكل فيلق الجيش الأسترالي والنيوزيلندي في ديسمبر 1914، بقيادة الفريق جنرال ويليام بيردوود، لقيادة كل من القوة الإمبراطورية الأسترالية وقوات الحملة الاستطلاعية النيوزيلندية. بلغ عدد موظفي مقر هذا التكوين 70 ضابطًا و550 رجلًا. كان معظم هؤلاء الموظفين من بريطانيا وبالتحديد من الجيش البريطاني. تمكنت القوة الإمبراطورية الأسترالية من تقسيم فرقة أسترالية كاملة، وكان لكل قسم، كتائب مشاة ووحدات عسكرية. لتشكيل فرقة المشاة الثانية، شمل بیردوود هذه الوحدات مع لواءين من القوة الاستطلاعية النيوزيلندية. كان من المقرر أن يُعرف هذا القسم باسم القسم النيوزيلندي والأسترالي، مع تولي جودلي منصب القائد. بينما كان القسم النيوزيلندي والأسترالي يتشكلان ويتدربان في مصر، التزمت العناصر بالدفاع عن قناة السويس. انتشرت في 26 يناير 1915 كتائب المشاة الأربعة لفرقة المشاة النيوزيلندية: كتيبة أوكلاند، وكانتربري، ولينغتون وأوتاجو، وسيارة إسعاف ميدانية تحسبًا لهجوم القوات العثمانية على القناة. قسمت هذه القوة العسكرية بين الإسماعيلية والكبري. بعد أن شن العثمانيون غارة على قناة السويس في 2 فبراير، شاركت عناصر من الفرقة العسكرية في صد الهجوم، وعانت كتيبة كانتربري أول الخسائر في هذه المعركة، إذ أصيب رجلان، وتوفي أحدهما فيما بعد.

### جاليبولي، تركيا
هبط النيوزيلنديون في 25 أبريل 1915، في أنزاك كوف في شبه جزيرة جاليبولي نظرًا لأنهم جزء من القسم النيوزيلندي والأسترالي، وحاربوا في حملة جاليبولي بقيادة الجنرال البريطاني ألكساندر جودلي. اتحدت الإمبراطورية البريطانية مع العمليات الفرنسية، من أجل الاستيلاء على العاصمة العثمانية للقسطنطينية (إسطنبول الآن). بسبب وجود خطأ ملاحي، وصل الأنزاك إلى الشاطئ الذي يبعد حوالي ميل من شمال نقطة الهبوط المقصودة في الهبوط الأولي. بدلًا من الهبوط أمام الشاطئ المتوقع ومنحدر صغير، وجدوا أنفسهم في أسفل المنحدرات الحادة، مما وفر لقلة من المدافعين الأتراك، موقعًا دفاعيًا مثاليًا. منشئين موطئا لأقدامهم، تأكد الأنزاك من استحالة تقدمهم. عندما وصلت أول أخبار الهبوط إلى نيوزيلندا في 30 أبريل 1915، أعلنت السلطات عطلة لمدة نصف يوم واستُرجلت بقية الخدمات- يعود أصل العطلة الرسمية التذكارية، إلى يوم الأنزاك، المعترف به من قبل نيوزيلندا وأستراليا ويعقد كل عام في 25 أبريل.

### إخلاء جاليبولي
على الرغم من الأخطاء التي تمت في خليج الأنزاك، حارب الجنود النيوزيلنديون ببسالة طوال الحملة، دون جدوى، إذ كانت هذه المغامرة، فاشلة بشكل عام. كانت عدد الخسائر المقدرة على كلا الجانبين 392000 شخصًا، قُتل منهم 131000. وقُدرت خسائر نيوزيلندا ب2721 قتيلًا و 4562 جريحًا. انسحبت قوات الحلفاء في نهاية المطاف في ديسمبر 1915 وأوائل يناير 1916. كان هناك شعور قوي بأهمية حملة جاليبولي في نيوزيلندا (وأستراليا)، إذ كانت أول صراع كبير تشهده الأمة الناشئة. قبل جاليبولي، كان مواطنو نيوزيلندا واثقين من تفوق الإمبراطورية البريطانية وكانوا فخورين وحريصين على تقديم خدمتهم. هزت الحملة في جاليبولي تلك الثقة.